# Бодио-Ломнаго
Бодио-Ломна́го (итал. Bodio Lomnago, ломб. Boeusc Lomnagh) — коммуна в Италии, располагается в провинции Варесе области Ломбардия.

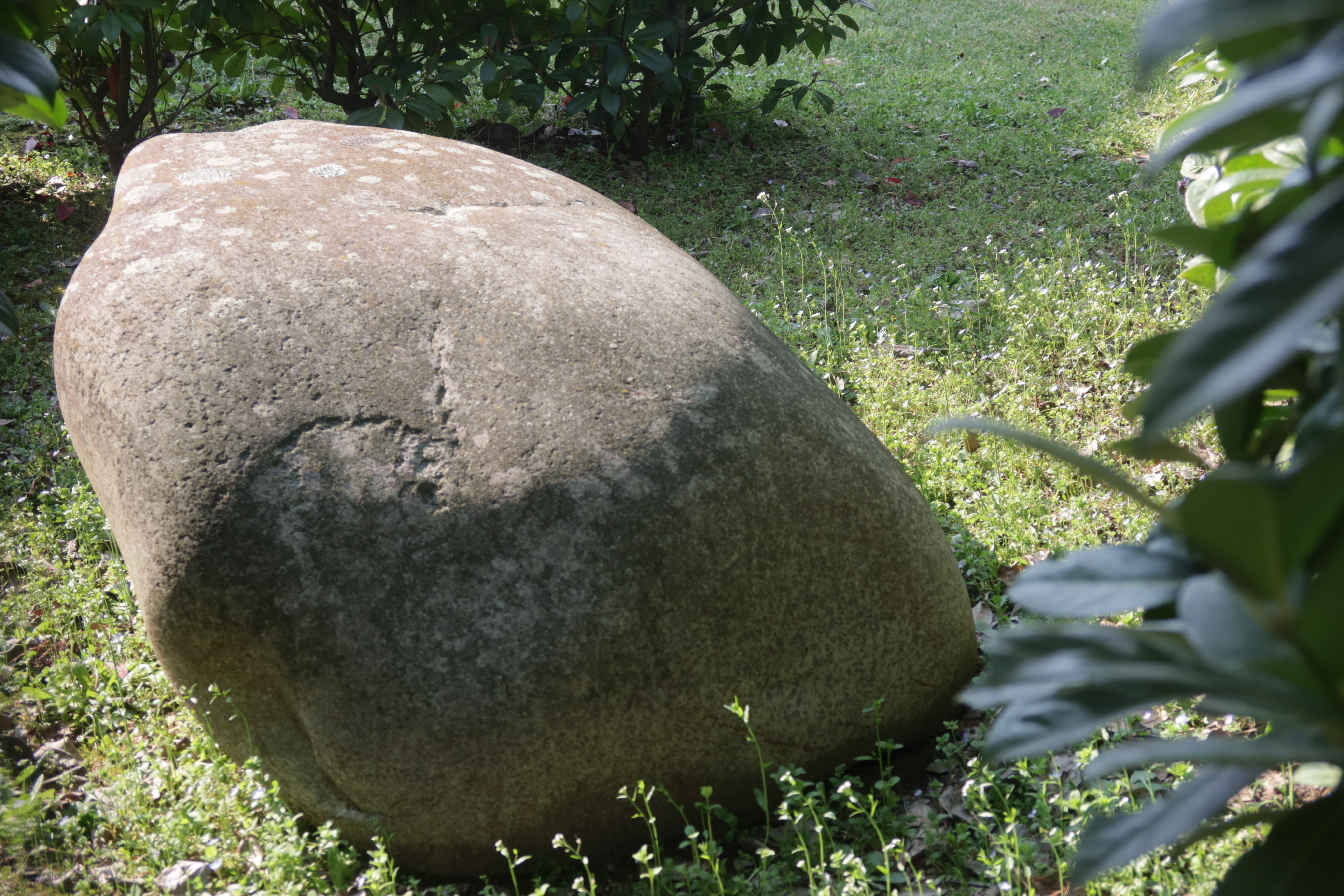
Гравированный доисторический Менгир

Находится на берегу озера Варезе. Население коммуны составляет, на 01.01.2023 года, 2 244 человека, плотность населения — 555,64 чел./км². Занимает площадь 4,04 км². Почтовый индекс — 21020. Телефонный код — 0332.
Покровителем коммуны почитается святая Анна, празднование 26 июля.